# Centro clandestino en la Delegación de la Policía Federal de Avellaneda
El Centro clandestino en la Delegación de la Policía Federal de Avellaneda funcionó en la seccional de situada en la Av. Hipólito Yrigoyen, durante la última dictadura cívico-militar argentina. Los primeros datos sobre el funcionamiento de este CCDTyE, provienen del informe realizado por la Comisión Nacional por la Desaparición de Personas (CONADEP) conocido como Nunca Más y editado en 1984.

## Los testimonios de los sobrevivientes
Según datos aportados por el ex suboficial de inteligencia del Ejército Andrés Francisco Valdéz, a ese lugar fue llevada detenida la maestra Beatriz Ardito en diciembre de 1976, y asesinada por el subcomisario Eros Tarela de la Policía Bonaerense.
Un grupo de víctimas vistas en el CCD Delegación de la Policía Federal de Avellaneda y que aún permanecen desaparecidas son Carlos Ochoa, Victoria Borelli, Marta Alonso y Bonifacio Díaz, todos de Monte Grande. Ochoa era empleado en el  Banco Nación  y el resto, trabajadores de la Fábrica Argentina de Porcelanas Armanino. Todos fueron secuestrados en agosto de 1976 y vistos por los sobrevivientes Eduardo Cora y Gustavo Fernández en ese CCD.

Los hermanos Fernández, habían sido secuestrados en Capital Federal el 26 de agosto de 1976. Gustavo fue liberado y pudo dar testimonio en los Juicios por la Verdad y aportar a la reconstrucción de lo sucedido en esos años en la Delegación de la Policía Federal en Avellaneda. Su hermano Carlos continúa desaparecido.
En su declaración, Fernández pudo aportar detalles que permitieron ubicar el lugar donde habían estado secuestrados: “Se escuchaba, que aparentemente estaba sobre una avenida o una calle muy transitada, porque se escuchaban ruidos bastante intensos de vehículos y después un avión, me acuerdo que anunciaba un circo en Avellaneda, qué sé yo, ahí fue la primera noción que tuvimos de que se trataba de esa zona”.
En la madrugada del 6 de abril de 1976, Carlos Fiorito fue secuestrado junto a su hijo de 8 años de su domicilio en la calle Martinto de la localidad de Wilde. El niño fue liberado y años más tarde en su declaración describió el lugar donde los habían llevado: A dos cuadras del cruce de las avenidas Rivadavia y Pavón (hoy Hipólito Yrigoyen). Allí al 1300, se encuentra la Delegación de la Policía Federal en Avellaneda. Su padre Carlos, aún continúa desaparecido.

## Represores identificados
En el informe de la CONADEP fue señalado como responsable de ese CCDTyE al policía federal Conrado Adorisio, ( Legajo de CONADEP 5612) a quien también se lo relaciona con el Regimiento III de la Tablada. Además fue identificado otro represor al que apodaban “El Turco”, cumpliendo funciones en el lugar. Se trataría del policía federal Eduardo Luis Sergio( Legajo de CONADEP 91531). Gracias a la ley de Obediencia Debida promulgada en el año 1987 por el Gobierno del Dr. Raúl Alfonsín, ambos permanecen en libertad.